# Ріхард фон Павельш
Ріхард Вільгельм Генріх фон Павельш (нім. Richard Wilhelm Heinrich von Pawelsz; 7 грудня 1872, Штаде — 10 квітня 1943, Берлін) — німецький штабний офіцер, генерал піхоти рейхсверу. Кавалер ордена Pour le Mérite.

## Біографія
Син оберста Прусської армії. 17 лютого 1891 року вступив в Прусську армію. В 1899/1902 роках навчався в Прусській військовій академії. З квітня 1905 року служив у штабі 4-го корпусу, з січня 1907 року в 4-у Нижньосілезькому полку, з вересня 1911 року в  штабі 27-ї піхотної дивізії. У вересні 1913 року переведений в штаб Головної інспекції польової артилерії при Генштабі.
Через місяць після початку Першої світової війни, 25 серпня 1914 року, Павельш був переведений в штаб 21-го резервного корпусу, а через 6 днів — в штабу морської дивізії під командуванням Людвіга фон Шредера, з якою він брав участь в облозі Антверпена, а також у боях на Іпрі та Ізері. З квітня 1915 року — начальник штабу 7-го корпусу, з квітня 1917 року — 2-ї, з серпня 1917 року — 5-ї армії, з лютого 1918 року — групи армій «Гальвіц», з квітня 1918 року — 17-ї армії, з серпня 1918 року —.армійської групи «А». Незадовго до кінця війни призначений начальником штабу 7-ї армії, який очолював до розпуску армії в січні 1919 року.
З лютого 1919 року — голова Комітету оборони, якому було доручено розвиток та реорганізацію нової німецької армії. З квітні 1920 року — начальник штабу 2-го військового округу. Після реорганізації армії очолив штаб 2-ї піхотної дивізії в Штеттіні. З червня 1921 року — командир 9-го піхотного полку в Потсдамі. З 1 листопада 1922 року — начальник штабу 1-го групового командування в Берліні. З 1 листопада 1925 по 30 травня 1926 року — командир 4-ї піхотної дивізії в Дрездені, одночасно з 29 жовтня 1925 по 31 травня 1926 року — командувач 4-м військовим округом. З лютого 1927 року — уповноважений уряду Німеччини з питань роззброєння. 30 вересня 1928 року вийшов у відставку, проте залишився експертом в розпоряджені рейхсканцлера.
Похований на цвинтарі Інваліденфрідгоф. Могила не збереглася.

## Звання
- Фенріх (17 лютого 1891)
- Оберлейтенант (18 серпня 1891)
- Гауптман (16 березня 1905)
- Майор (13 вересня 1911)
- Оберстлейтенант (18 серпня 1916)
- Оберст (18 травня 1920)
- Генерал-майор (1 лютого 1923)
- Генерал піхоти запасу (30 вересня 1928)

## Нагороди
- Столітня медаль
- Орден Червоного орла 4-го класу
- Хрест «За вислугу років» (Пруссія)
- Орден Корони Італії, командорський хрест
- Орден Франца Йосифа, офіцерський хрест (Австро-Угорщина)
- Залізний хрест 2-го і 1-го класу
- Королівський орден дому Гогенцоллернів, лицарський хрест з мечами
- Pour le Mérite (23 грудня 1917)
- Князівський орден дому Гогенцоллернів, почесний хрест 3-го класу з мечами і короною
- Орден «За військові заслуги» (Баварія) 3-го класу з мечами і короною
- Орден Альберта (Саксонія), офіцерський хрест з мечами і короною
- Орден Фрідріха (Вюртемберг), командорський хрест 2-го класу з мечами
- Орден Церінгенського лева, лицарський хрест 2-го класу
- Орден Грифона, лицарський хрест з короною
- Орден дому Ліппе, почесний хрест 2-го класу з мечами
- Воєнний почесний хрест за героїчний вчинок
- Хрест «За військові заслуги» (Ліппе)
- Хрест «За військові заслуги» (Австро-Угорщина) 3-го класу з військовою відзнакою
- Почесний хрест ветерана війни з мечами